# Le Petit-Bornand-les-Glières
Pour les articles homonymes, voir Bornand et Glière.
Le Petit-Bornand-les-Glières (plus communément appelé Petit-Bornand) est une ancienne commune française située dans le Sud du département de la Haute-Savoie, en région Auvergne-Rhône-Alpes.
Par arrêté préfectoral en date du 27 juin 2018, les communes du Petit Bornand-les-Glières et d'Entremont (Haute-Savoie) fusionnent à partir du 1er janvier 2019, prenant le nom de Glières-Val-de-Borne.

## Géographie

### Localisation
Le Petit-Bornand, située dans une boutonnière au centre de la cluse du Borne et qui est limitée vers le nord Saint-Pierre-en-Faucigny par le passage rétréci des Evaux et au sud par les Étroits Entremont, est à la fois la plus grande commune du canton de Bonneville et une des plus grandes de Haute-Savoie.

#### Communes limitrophes

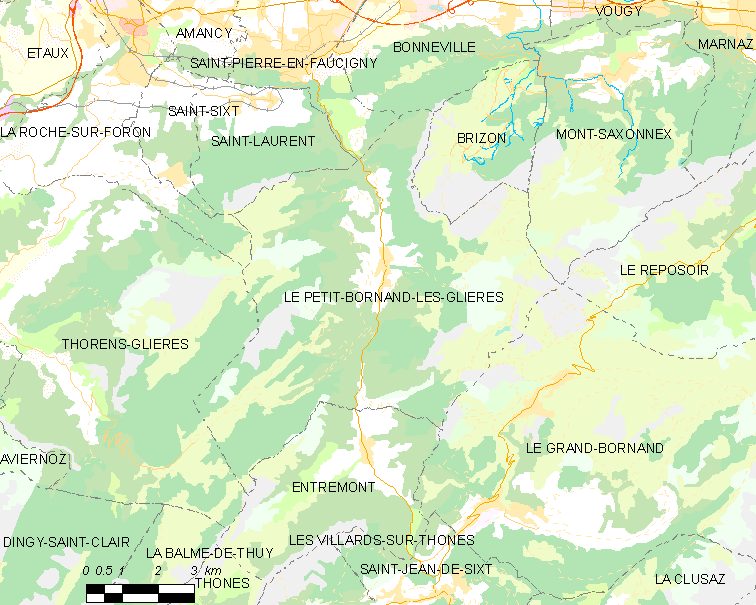
Le Petit-Bornand-les-Glières et les communes voisines.

La commune est mitoyenne avec Saint-Pierre-en-Faucigny, du Borne aux Grangettes, avec Bonneville, des Grangettes à la pointe d'Andey (1 879 m), avec Brizon de la pointe d'Andey à la croix de Cenise (1 725 m), par Leschaux (1 936 m) et la grotte Glacière, avec Mont-Saxonnex, de la croix de Cenise à la pointe Blanche (2 438 m), avec Le Reposoir, de  Pointe Blanche au pic de Jallouvre (2 408 m) avec Le Grand-Bornand, entre Jallouvre et le roc de Charmieux (1 858 m) en passant par Pointe Verte et le Buclon, avec Entremont, du Charmieux à la Pointe de Puvat (1 909 m) par la Pointe de Ballanfat (1 807 m) et la montagne des Auges avec Thorens-Glières, à la montagne de Cou (1 809 m) par le plateau des Glières (1 370 m), la montagne des Frêtes et le Pas de la Truie jusqu'à la roche Parnal, avec La Roche-sur-Foron, de la roche Parnal à la montagne de Cou (1 809 m) et avec Saint-Laurent, de Cou au Borne par la Dent et les cols des Chasseurs, du Parcheux, de la Cache et des Gardes.

### Géologie

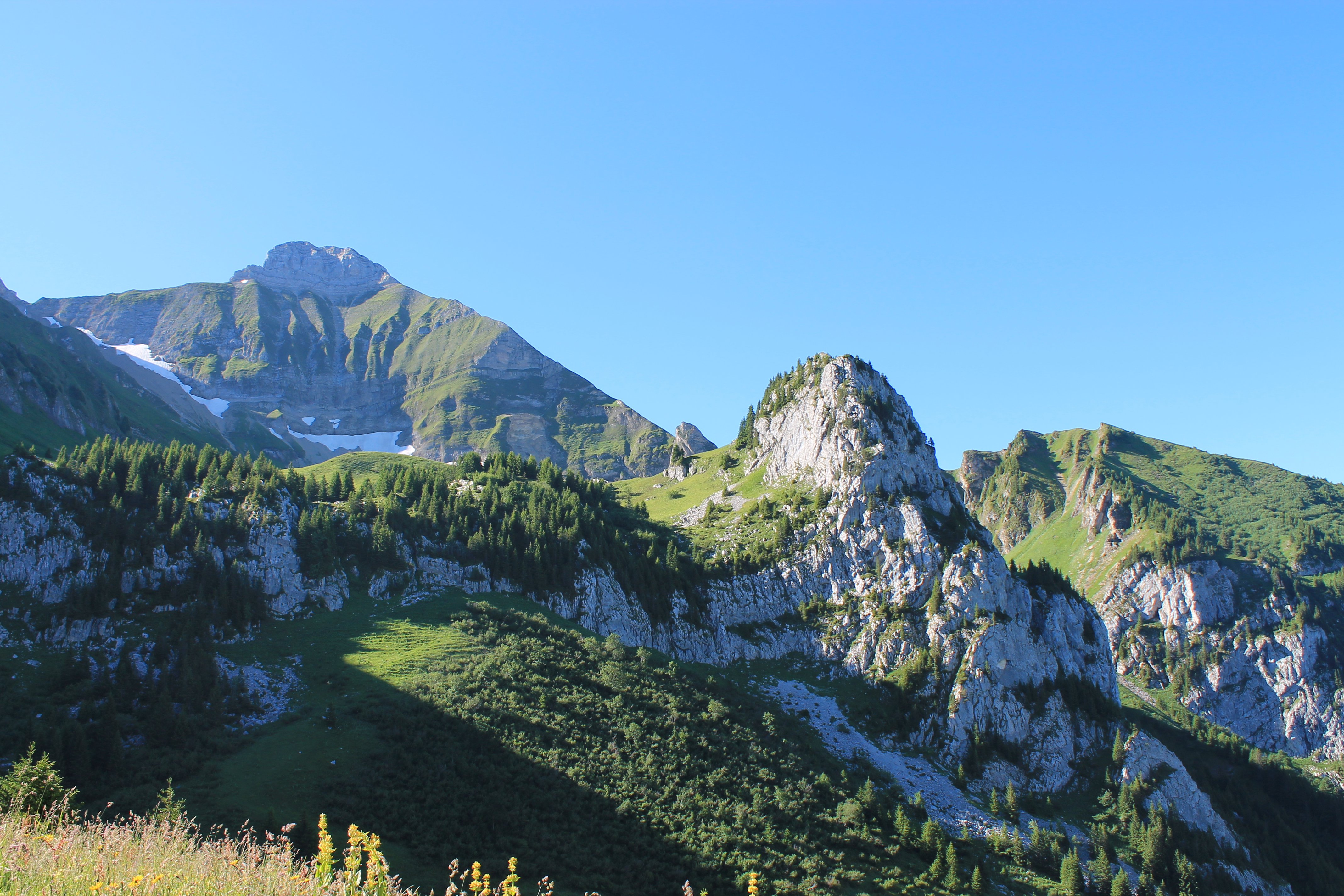
Vue du pic de Jallouvre, depuis le plateau de Cenise.

Le point culminant de la commune est le pic de Jallouvre (2 408 m).
Contrairement aux roches cristallines du mont Blanc, les roches du massif des Bornes sont constituées de matériaux sédimentés dans d'anciennes mers.
Pour se transformer en roches, les dépôts ont subi une évolution complexe par déshydratation. Au cours de ce processus de plusieurs milliers d'années, la plupart des organismes ont disparu. Mais certaines parties dures (telles les coquilles) peuvent être visibles sous forme de fossiles.
Les calcaires urgoniens des géologues renferment une association de fossiles comprenant des coraux, des éponges, des bivalves, des gastéropodes et des oursins bien visibles.
Les lapiaz, sculptures rocheuses naturelles bien présentes sur la montée de Leschaux (1 936 m), résultent d'une intense dissolution superficielle du calcaire et constituent autant de pièges pour les eaux de pluie et de fonte des neiges qui sont rapidement absorbées par les innombrables fissures. De ce fait le paysage offre l'image d'un lieu aride sans cours d'eau superficiels.
Par contre sous les lapiés, les importantes quantités d'eau forment au sein de la masse calcaire de véritables rivières souterraines qui émergent dans la vallée du Borne sous forme de « Nants ».
En outre, sur Glières, il est possible d'observer des phénomènes témoignant de l'existence d'anciens glaciers qui modelaient le paysage il y a entre 10 et 20 000 ans. Le site d'Ablon renferme un énorme bloc erratique d'environ 12 tonnes, perché sur un socle au beau milieu de l'alpage.
En 1786, sont nommés : messieurs Rillet et Sénébier, géologues de Genève, afin de rechercher des indices de charbon fossile en Haute-Savoie. Ils découvrent dans un ravin, au-dessus du chef-lieu, à « Chuet », un filon de lignite d'un mètre de puissance, appartenant à l'étage nummulitique.
Son exploitation est lancée grâce à l'ouverture de galeries d'une cinquantaine de mètres de long. Le Journal de Genève du 29 septembre 1787 écrit : «…Ce filon qu'on a suivi assez avant dans une direction presque horizontale, a augmenté en puissance à mesure qu'on avançait et il offre actuellement environ 3 pieds d'épaisseur sur une largeur et une profondeur inconnues... Après l'extraction une quantité considérable de houille est actuellement en magasin au village du Petit-Bornand… » L'entrée de la mine est toujours visible.

### Hydrographie

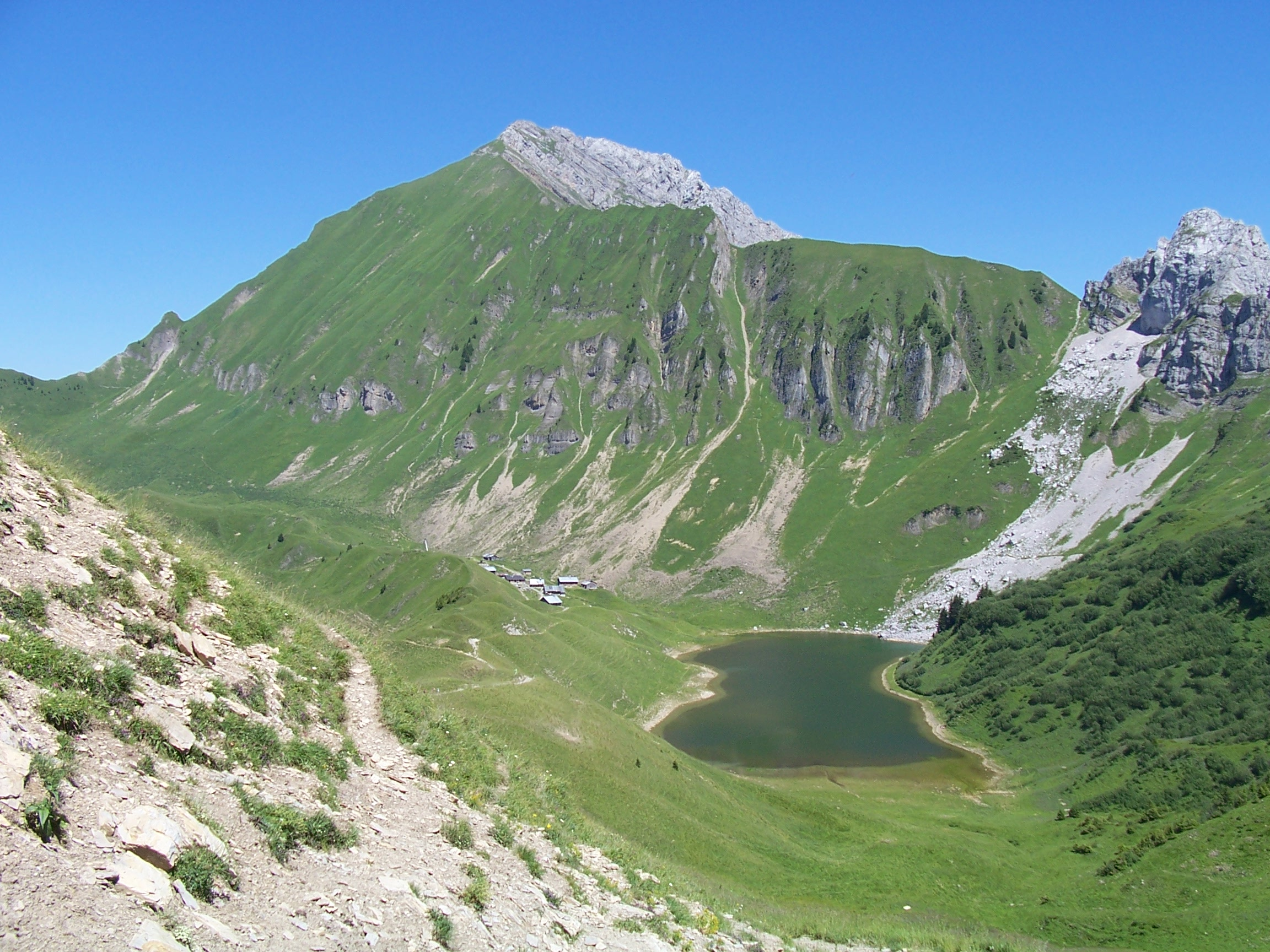
Dans le creux, le lac de Lessy et en arrière-plan le Pic de Jallouvre.

La commune est traversée par la rivière le Borne. Elle fait partie du bassin versant de l'Arve.
Le Borne prend sa source au pied de la pointe Percée, point culminant de la chaîne des Aravis (2 750 m), dans le névé, vers le lieu-dit Planet (1 666 m). Il est long de 33,6 km. Sa pente moyenne est d'environ 3,80 % ou 2,17°. Sa confluence avec l'Arve se fait en aval de Bonneville. Son débit moyen est de 310 m3/s à Saint-Jean-de-Sixt, son régime est nival. Après deux barrages (Beffay - Saint-Pierre) au « pont du borne » le débit n'atteint que 3 m3/s. Les étiages en ce lieu n'atteignent que 0,08 m3/s.
La construction de barrages, notamment celui au pied du village de Beffay, permit en 1918, au conseil municipal de se lancer dans l'électrification de la commune.
Ce paisible torrent à la fois bucolique et sauvage cache des effets dévastateurs. Le 14 juillet 1987 de violents orages saturèrent son lit supérieur faisant dévaler un torrent furieux, provoquant d'importants dégâts. Le pont de l'Essert et une partie de la route furent emportés, les dégâts sont encore visibles puisque le pont dut être reconstruit plus en amont. Sur la commune voisine du Grand-Bornand on dénombra 21 morts et deux disparus.
Petit-Bornand disperse ses alpages, ses forêts et ses hameaux de part et d'autre de la rivière qui réglait toute la vie de la vallée.   
Les affluents (torrents, nants) au niveau de la commune sont : le nant de la Ville, de la Louvatière, de Barbotante, de Jalandre, de Derrasse, Cliameux, du Tailleur, Beffay, Bellajoux et des Gardes. Nants qui souvent se terminent en cascade compte tenu de la forte déclivité. Ces nants étaient particulièrement importants pour l'industrie forestière, céréalière, deux moulins étaient en fonction (la Ville, au Fond des prés) et les métiers du bois.
Avant de couler au fond de la vallée, les eaux de pluie et de fonte des neiges suivent un long parcours. Le calcaire est sensible aux acides que contiennent les eaux en faible quantité. Cette dissolution est extrêmement lente, mais elle s'exerce depuis des millions d'années. Les sommets et falaises qui dominent le Petit-Bornand cachent donc un réseau complexe de galeries naturelles dans lesquelles l'eau circule, parfois sous pression.
Bien que recevant près de 2 000 mm d'eau par an (contre 1 200 mm à Annecy et 900 mm à Genève), les reliefs apparaissent arides. Par contre, sous les lapiés, d'importantes quantités d'eau forment de véritables cours d'eau souterrains qui émergent dans les vallées souvent sous forme de cascades.
Les eaux infiltrées se concentrent à cause des plis et fractures qui orientent les écoulements grâce aux roches imperméables qui sont situées à la base des calcaires solubles. Le réseau souterrain de la Diau, par exemple, avec plus de 25 km de galeries étagées sur un dénivelé de 700 m constitue une des grandes cavités de France.
Actuellement, quatre gouffres permettent aux spéléologues d'effectuer des traversées intégrales depuis la surface des lapiés du plateau Parmelan-Glières jusqu'à la sortie par le vaste porche de la grotte de la Diau.
La plus importante de ces rivières souterraines, celle de Morette, drainant la combe d'Ablon, la montagne de Tête Ronde et la plus grande partie du plateau des Glières, reste à découvrir.
Les réserves d'eau situées en altitude sourdent souvent et font pleurer la falaise de Leschaux.

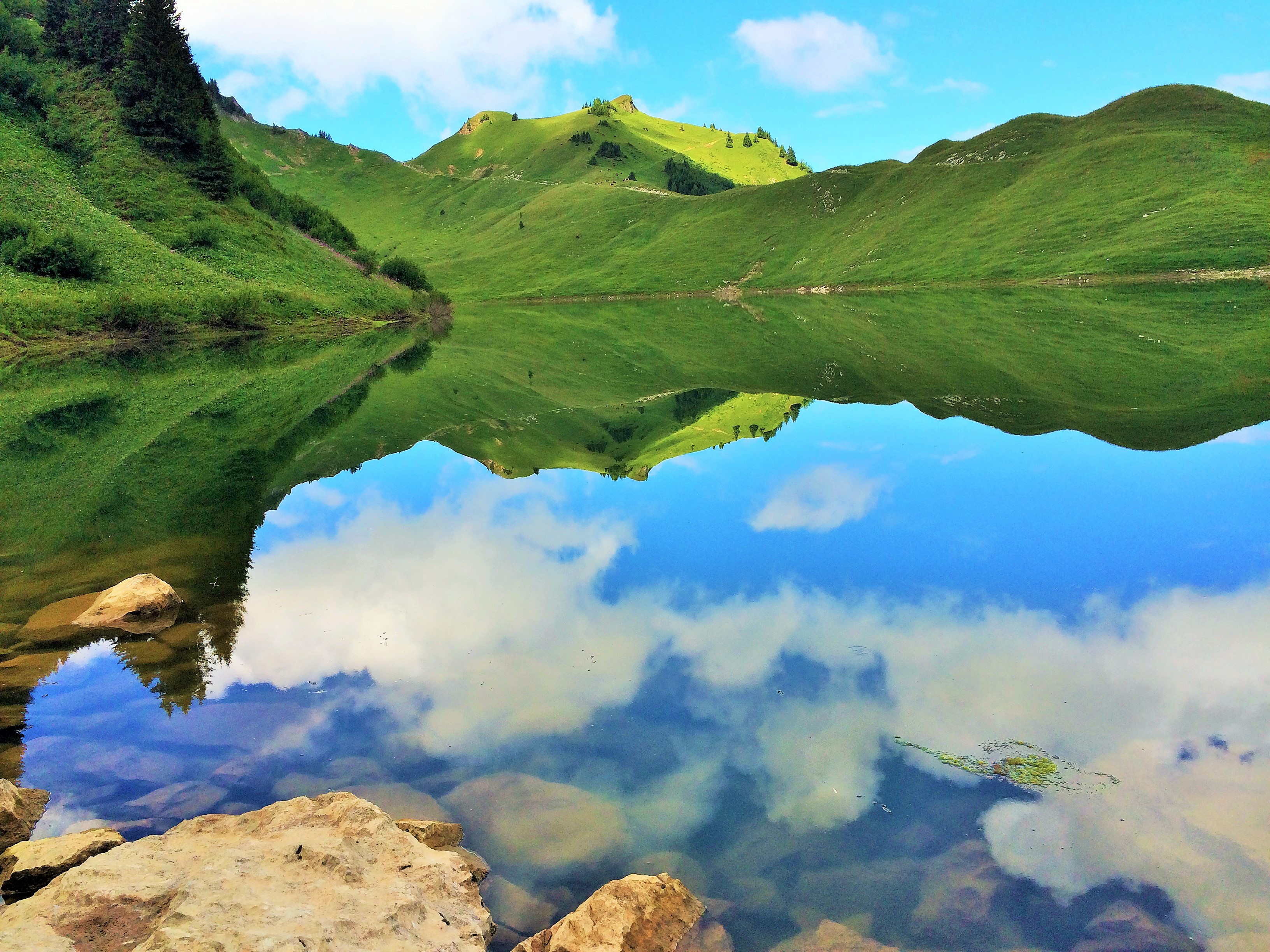
Réflexion des montagnes sur le lac de Lessy

Le lac de Lessy est situé à 1 733 m d'altitude, sur le territoire de la commune. Site privilégié des randonnées pédestres, habitat pour la faune (saumon des fontaines) et la flore aquatique, également source d'alimentation pour une grande partie de l'eau potable du Petit-Bornand, cet espace était menacé depuis 2006. En effet, le lac se vidait chaque été (environ 1 800 m3 par jour), mettant en péril ses fonctions environnementales. On identifie, alors, deux fuites à travers des failles sur la rive nord, une intervention fut décidée. Les failles sont colmatées par deux géo-membranes de 40 et 100 m2 et deux cheminées sont installées pour permettre au lac de retrouver son niveau. Cette action, en collaboration avec la CCFG, a été récompensée en 2007 par une Marianne d'Or, grenelle de l'environnement.

### Climat
La situation de Petit-Bornand-les-Glières, d'une altitude médiane de 715 m, place la commune dans un milieu continental montagnard caractérisé par une humidité marquée. Les hivers sont plus froids et neigeux, et la saison estivale douce avec parfois des épisodes orageux. Les intersaisons (avril et octobre) sont aussi en moyenne plus humides.
Les données utilisées par Météo-France pour caractériser le climat local reprennent celles de la station météorologique de référence, située à Bourg-Saint-Maurice, dans la vallée de la Tarentaise, relevées sur la période 1981-2010.
L'amplitude thermique est proche de celle observée pour la ville d'Annecy, 20,7 °C.

### Faune
Les animaux sauvages sont nombreux dans les montagnes environnantes et les différents alpages.
Il est possible d'observer des chamois, des bouquetins, des blanchots, des chevreuils, des cerfs, des sangliers, des marmottes.
La présence du loup attestée depuis 2000, pose de nombreux problèmes à l'économie agropastorale. En 2009, un loup est abattu légalement sur la commune.
Concernant les volatiles, il est possible d'observer des chocards à bec jaune des aigles royals, des faucons pèlerins, des autours des palombes, des grands-ducs, des chouettes de Tengmalm ou encore des tétras-lyre ou petit coq de bruyère. La femelle présente un plumage brun et strié et une queue légèrement fourchue.
Le Borne abrite principalement la truite fario et la truite arc-en-ciel, le lac de Lessy le saumon de fontaine.

### Flore
La forêt occupe 2 590 ha soit près de la moitié totale de la commune.

#### Prairies d'alpage
Elles constituent avec la pessière (forêt d'épicéas) les deux éléments dominant du paysage végétal de la vallée.
Après la fonte des neiges et avant la pousse des graminées, on trouve la jonquille (ou faux narcisse), le crocus, la soldanelle des Alpes de la même famille que la primevère, la pulsatille des Alpes.
Durant l'été, ces pâturages nous offrent la grande astrance, la doronic (marguerite jaune), la grande gentiane jaune, aux feuilles opposées ( à ne pas confondre avec le vératre, aux feuilles alternées), le lis Martagon (rare et fragile).
L'automne voit fleurir le colchique, la gentiane ciliée et la gentiane jaune.
Dans les secteurs humides, telle la tourbière de Glières, le promeneur rencontre le trolle d'Europe dit trolle des Alpes et les sphaignes qui forment un tapis mousseux et élastique gorgé d'eau. La linaigrette ou herbes à coton ainsi nommées  pour leur houppe cotonneuse.
Dans le val d'Ablon, le jonc forme des lignes qui matérialisent des écoulements temporaires qui s'achèvent en pertes alimentant les rivières souterraines.

#### Hêtraies ou pessières
La hêtraie forme la base des pentes d'éboulis des versants humides sous les grands escarpements calcaires. Les hêtraies pures sont rares. Plus souvent les hêtres (ou fayards) constituent avec les sapins (sapin rouge ou épicéa et sapin blanc ou sapin pectiné) et les mélèzes des forêts mixtes. Le sous-bois est souvent luxuriant du fait de l'humidité et de la richesse du sol, fougères et champignons colonisent cet espace. Localement, lorsque l'épaisseur d'humus est suffisante la myrtille commune se développe en peuplement dense.
L'épicéa domine, car moins exigeant et poussant plus rapidement que le sapin blanc. Le premier se reconnaît à son tronc verruqueux rougeâtre, ses cônes pendants, ses aiguilles piquantes implantées autour du rameau. Le sapin pectiné diffère par son tronc plus lisse, grisâtre, ses branches relevées, ses cônes dressés et ses aiguilles non piquantes avec deux sillons blanchâtres dessous et disposées à plat.

#### Alpe
Ces pelouses se développent vers 1 500 m. Les plantes de plus de 30 cm ne se maintiennent que dans les secteurs abrités. Cette pelouse alpine est la zone de transition où progresse la forêt. Cet espace est utilisé pour le pâturage des génisses. Plus haut, les herbacées ne conviennent qu'aux seuls moutons qui y côtoient le chamois et les bouquetins. Dans les fentes des lapiaz, se nichent en mai-juin l'oreille d'ours ou (primevère auriculée) aux fleurs jaunes, ainsi que la caractéristique saxifrage (le perce pierre).
Sur les escarpements rocheux, les pinèdes forment des forêts clairsemées. Le sol de ces pinèdes est presque absent, il est établi sur des roches calcaires solubles d'une grande pureté. Très exigeant en lumière, le pin à crochets (pin de montagne) est la seule essence rustique qui résiste dans ces sites battus par les vents et pauvres en eau. Dans les lieux ventés le pin se développe mal verticalement et adopte une croissance basse et horizontale.
La bruyère, les coussins de genévrier y croissent, tandis que dans les creux les plus ombragés et au manteau neigeux persistant les rhododendrons offrent leur splendeur.

## Urbanisme

### Morphologie urbaine
Outre le Crêt (chef-lieu de la commune), le territoire de la commune comprend plusieurs hameaux : Saxias, le Villard, Lavey, Termine, Beffay, Morat, les Lignières, le Fond des Prés, Puze, l'Essert, la Ville. Les alpages se nomment Bellajoux, Tinnaz, le plateau des Glières, Mayze, Lessy, Paradis, le plateau de Cenise.

### Logement
En 2011, le nombre total de logements dans la commune était de 854, alors qu'il était de 785 en 2006. Parmi ces logements, 53,9 % étaient des résidences principales, 38,0 % des résidences secondaires et 8,1 % des logements vacants. Ces logements étaient pour 82,5 % d'entre eux des maisons individuelles et pour 17,3 % des appartements.
La proportion des résidences principales, propriétés de leurs occupants était de 65,3 %, en légère augmentation par rapport à 2006 (63,3 %). La part de logements HLM loués vides (logements sociaux) était de 5,1 %.

### Projets d'aménagements
Un projet d’aménagement du centre du village est en cours. Une première ébauche fut présentée en janvier 2014. L’objectif est de sécuriser le « Centre-Bourg » traversé par la RD 12, route d’accès aux stations de La Clusaz , du Grand-Bornand et des Aravis, générant une très importante circulation en provenance de Genève, du Faucigny et du Genevois français. Il s’accompagne également d'une mise en valeur du centre village. Ce projet est subordonné à l’enfouissement d’une ligne électrique de  63 000 volts et des réseaux annexes (en cours de réalisation),.
La finalisation d’une station d’épuration macrophyte dans la zone des Dronets. Ce projet est actuellement en suspens jusqu’à la décision d’un recours. En 2014, l’Agence de l’eau, l’État et le Département ont cautionné cette initiative.

## Toponymie
Petit-Bornand-les-Glières est un toponyme composé de Petit Bornand d'une part, et de Les Glières qui lui est associé par décret du 19/04/1947 (source INSEE). La partie Glières appartenait jusqu'en 1870 à la commune de Thorens-Glières.
Communément les toponymes Borgnes et ses dérivés comme Bornand proviendrait du mot celtique borna (indiquant un trou, une cavité naturelle), que l'on retrouve dans la langue gauloise sous la forme borna (désignant une caverne ou un abreuvoir) qui serait passé en latin sous la forme bornellus (désignant à son tour une source, un trou d'eau). Dans le parler savoyard, beurna désigne une « creux dans un arbre ; excavation naturelle dans un rocher », il peut revêtir dans les patois locaux le sens de « cheminée » (borne= tuyau) et là encore celui de « cours d'eau qui coule dans un passage resserré, [de] grotte ou cavité souterraine ».
Les sources sulfureuses et alcalines des Lignières et de Beffay étaient connues des Romains.
Toutefois, il semble que le toponyme Bornand puisse provenir de la rivière Borne. Pour Ernest Nègre, la racine *borne donne dans sa forme féminine Borna,, qui marquait la frontière entre les provinces historiques du Faucigny et du Genevois.
Il est à remarquer qu'en parler savoyard, le vocable « nand » ou « nant » désigne dans son sens primitif « une vallée », puis a pris le sens de « ruisseau ou torrent ».
La paroisse du Petit-Bornand est mentionnée en 1152 sous le toponyme Bornand, puis plus tard, en 1344, par Cura de Bornando,. Au cours des siècles suivants, on trouve les toponymes Bornans, Bornant (notamment dans le Régeste genevois), Bornaz (1697),. Le toponyme semble se fixer avec Le Petit-Bornand, jusqu'en 1947, où par décret du 17 avril 1947 la commune devient officiellement Le Petit-Bornand-les-Glières.
En francoprovençal, le nom de la commune s'écrit Lé Ptyou-Bornan, selon la graphie de Conflans.

## Histoire

### Période de l'Antiquité
Lors de la période romaine en Savoie, on connait déjà les sources sulfureuses des hameaux actuels de Lignières et de Beffay. Un éboulement de la montagne qui eut lieu au XVIIe siècle aurait écrasé le hameau, ses habitants et tous les vestiges existants.

### Période médiévale
En 1152 est créée la paroisse de Bornand sous le règne de Humbert III, comte de Savoie, par les moines défricheurs de l'abbaye d'Entremont, elle-même dépendante de l'abbaye d'Aulps. Les premières mentions par l'abbaye datent de 1214. On apprend ainsi qu'à cette date un sire de La Mura cède ses biens au lieu-dit Gerdil à l'abbaye. D'autres biens sont acquis auprès de vassaux du seigneur des Clets, vers 1240. À la fin du XIIIe siècle, l'abbaye possède tous les droits seigneuriaux sur la commune.
Selon les plus anciennes sources, les paroisses du Petit-Bornand et du Grand-Bornand ne formaient qu'un tout. Toutefois, il semble qu'à la fin du XIIIe siècle elles soient autonomes. L'église date de cette période. Elle est consacrée à Notre Dame de la Visitation, fêtée le 2 juillet et dépend de Saint-Victor de Genève.
Néanmoins en ce mois de juin 1598, François de Sales, alors curé de la paroisse, admoneste, vertement, les habitants du hameau de la Ville. Avant de quitter la cure, François de Sales, leur enjoint de « rendre le devoir paroissial, d'assister aux divins offices et processions sous peine de 10 livres d'amende ou d'excommunication, sauf s'ils sont empêchés de maladies et autres légitimes empêchements ». Arguant la grande distance à parcourir pour se rendre à l'office (environ une lieue, soit 2 000 toises, soit 3,898 km) les habitants promirent de bâtir une chapelle. Ce qui fut fait en 1638. Cette chapelle peut toujours être visitée.
Les habitants de la paroisse achètent leur affranchissement, le 8 juin 1772, pour 12 000 livres. Les différents actes sont autorisés et publiés en 1774, sous le règne de Victor-Amédée III de Sardaigne,.

### XIXesiècle

#### Annexion
Lors des débats sur l'avenir du duché de Savoie, en 1860, la population est sensible à l'idée d'une union de la partie nord du duché à la Suisse. Une pétition circule dans cette partie du pays (Chablais, Faucigny, Nord du Genevois) et réunit plus de 13 600 signatures, dont 345 pour la commune,. Le duché est réuni à la suite d'un plébiscite organisé les 22 et 23 avril 1860 où 99,8 % des Savoyards répondent « oui » à la question « La Savoie veut-elle être réunie à la France ? ».

#### Vie pastorale
La Savoie du nord en 1845 connut l'inversement des « fortunes ». La pauvreté traditionnelle de la plaine faisait contraste avec l’aisance de la « montagne ». Les écarts se réduisent et les propriétaires montagnards se trouvent lourdement handicapés par un endettement chronique.
Dans la vallée du Borne, Entremont et le Petit-Bornand-les-Glières, « un grand nombre de familles qui autrefois étaient dans un grand état d’aisance et même de petite fortune, sont aujourd’hui réduites dans un pitoyable état d’indigence et de misère ». La nourriture est médiocre, sans aucune variété ; pain d’avoine, pommes de terre, laitage. L’habitat semble lui aussi se dégrader.
Les procédés de culture sont routiniers et quelque peu archaïques. Dans les communes de montagne, les paysans s’échinent à travailler un sol ingrat avec des moyens rudimentaires, on s’obstine à produire des céréales à des altitudes inadéquates. Les récoltes sont souvent soumises à des hivers trop longs et des étés pluvieux. À cette misère, cet état de sous-développement, les curés sont largement tentés de chercher des causes « morales ».
Par exemple, au Petit-Bornand, le nombre d'« absents » s'élève à 450 habitants et chaque année des familles entières s’expatrient définitivement à Lyon, notamment (Michel Carquillat), Besançon, Paris ; Entremont connait le même exil.
Cette époque vit la multiplication des chapelles rurales dont la vallée du Borne n’est pas avare. Ce culte des Saints coïncide avec l’apogée de la « Contre-réforme » en Savoie, entre la seconde moitié du XVIIe siècle et le début du XVIIIe siècle. La première partie du XIXe siècle connait un net ralentissement dans la construction d’édifices nouveaux, mais voit cependant une volonté de restaurations et de reconstructions à la suite des "exactions révolutionnaires".
Les curés de la vallée signalent une interdiction de sortie des animaux à la Saint-Antoine (13 juin), cette pratique  était traditionnelle dans la vallée de Thônes et dans les vallées adjacentes.
Après la lecture du prône, le curé faisait un sermon pour les fêtes solennelles, selon l’Académie Salésienne : « (...) et un catéchisme raisonné les dimanches ordinaires, l’usage du catéchisme par « interrogats » se maintenait dans de nombreuses paroisses. » (le curé interrogeait indistinctement les paroissiens adultes ou enfants, sur les questions du catéchisme). Dans certaines communes le curé usait de cette pratique pour punir les filles qui se livraient à la danse en leur faisant réciter leur catéchisme en public.
La présence à la messe et le respect du repos dominical ne participaient pas seulement des préceptes de l’Église mais aussi des lois de l’État. Les Royales Constitutions, remises en vigueur à la « Restauration sarde », rendent obligatoires le respect des dimanches et fêtes instituées par l’épiscopat. Il est interdit ces jours là de s’adonner à des œuvres serviles, de tenir des foires et marchés.
Seul l’achat ou la vente de denrées périssables étaient autorisées, les auberges et cabarets, durant le temps de la grand’messe, des vêpres et du catéchisme de la paroisse ne devaient en aucun cas servir à boire et à manger (« Loix et constitutions de sa majesté le Roi de Sardaigne-1770, titre II. Ces dispositions ne font que reprendre la réglementation des Statuta Sabaudiæ (Statuts de Savoie) de 1430.
Le « Règlement particulier pour la Savoye » ajoute à ces dispositions : « Il est défendu aux Cabaretiers des Villages de donner lesdits jours, même avant ou  après les Offices Divins, à boire ou à manger aux Habitants de la Paroisse, ni même des lieux qui n’en sont éloignés que d’un mille, à peine de cinq livres d’amende, et de prison en cas de récidive, lesquelles peines encourront aussi desdits Habitants qui iront les susdits jours boire et manger dans les cabaret (...) Il est encore défendu à qui que ce soit de s’entretenir au devant des Églises pendant le temps des Offices Divins, du Prône et des sermons, à peine de cinq livres d’amende. » (Manifeste pour la publication du règlement particulier pour la Savoye.., chap. I, art. 2 et 4).
Dans les paroisses ferventes, le repos dominical semble avoir été respecté mais dans des communes du Genevois ou du Faucigny, aux limites des provinces, notamment Le Petit-Bornand et Entremont les paroissiens manquaient facilement la messe pour aller au marché ou pour trouver de l’embauche dans la cité de Calvin (Genève). Ces habitants de la vallée des Bornes profitaient des dimanches et fêtes pour se livrer à la contrebande.

#### Fêtes
Arnold van Gennep a montré que torches mobiles ou bûchers fixes couvraient au début du XXe siècle une grande partie du territoire haut-savoyard,.
Le dimanche de Carême fut aussi appelé « dimanche des essecarnavèles » on dressait sur les hauteurs des bûchers de paille ou de broussailles. Le terme « essecarnavèles » se décline sous les formes : escarlavé, escarnavé, escarnivel, calavré…etc. Les mascarades et feux auraient dû disparaitre par les actions menées par l’Église, en effet les « brandons » faisaient partie des « superstitions » condamnées par « Les Constitutions et instructions synodales de Saint-François-de-Sales » (édition de 1773). « nous défendons […], sous peine d’excommunication, ce que l’on appelle « brandons », ou certains feux que l’on porte en quelques endroits sous les arbres le premier dimanche de Carême, dans la superstitieuse idée qu’ils donneront plus de fruits. ».
Peu de coutumes populaires sont décrites dans les paroisses des « Bornes ». Une référence qui n’est pas corroborée fait référence aux « œufs de Pâques », il semble que les enfants faisaient au curé, à l’occasion de leur confession de Pâques, don de leur quête des œufs que les jeunes gens et adultes collectaient le soir du samedi saint. Cette collecte s’accomplissait en chantant la « complainte de la Passion », .

#### Période de l’Annexion (1860)
Lors de la période de l'Annexion de la Savoie à la France, à la suite du traité de Turin du 24 mars 1860, la commune se trouve dans la partie du duché de Savoie où circule un pétitionnement en faveur d'une réunion au canton de Genève. Sur les 13 651 signatures collectées, on en trouve 345 au Petit-Bornand. Le 22 avril 1860, dès 7 heures du matin, les habitants assistent à une messe avec « moult fastes », suivie de la bénédiction des drapeaux et l'appel solennel des électeurs. En cortège, derrière le syndic et le vicaire, les électeurs se rendent à la mairie. Ceux qui ne votent pas le 22 peuvent encore le faire le 23 avril. La commune compte 382 électeurs, 365 se sont déplacés. Aucun bulletin « nul », aucun « non », aucun « oui » mais 365 « Oui et zone » (les électeurs du Chablais et du Faucigny avaient la possibilité de voter leur rattachement à la France et de maintenir, chez eux une zone defiscalisée privilégiée, cette « zone franche » perdura jusqu'en 1923.) Le curé Chevret qui, sur ordre de sa hiérarchie, avait fait la propagande pour la réunion à la France, ne participe pas au vote, il meurt le 19 avril.
En 1866, la commune est peuplée de 1 432 habitants mais voit sa population augmentée le 18 octobre 1869 de 58 habitants et de 338 hectares. La longue pétition des habitants du hameau de Glière aboutit enfin. En effet depuis juillet 1866, ils réclamaient leur rattachement à la commune de Petit-Bornand et non à celle de Thorens, le « Borne » étant le débouché naturel vers une vallée accessible et non la « Fillière ». La distance de Glière à Thorens, chef-lieu, est de 13,8 km, la distance de Glière à Petit-Bornand, chef-lieu de 5,7 km. (Arrêté préfectoral : « Vu la légitimité des Considérants, il y a lieu de prononcer la séparation de la section de Glières de la commune de Thorens (arrondissement d'Annecy) et sa réunion à celle de Petit-Bornand (arrondissement de Bonneville), en prenant pour confins conformément à l'avis du conseil général la ligne des Frêtes au nord et à l'ouest les eaux pendantes. » (L'hiver, les habitants de « Glière », compte tenu de leur isolement, devaient déposer leurs « morts » sur le toit des chalets attendant le printemps afin de leur donner une sépulture digne au cimetière de Petit-Bornand. Les Bières étaient en bois du pays (de l'épicéa).

#### Usages et coutumes de la paroisse
En fait, il n’est pas connu un grand nombre d’usages particuliers, nous pouvons lire : « Je ne connois pas un grand nombre d’usages particuliers. Depuis vingt à vingt-cinq ans, le costume des personnes du sexe est presque entièrement changé. Autres fois il y avoit beaucoup plus de simplicité, de modestie et d’économie dans leurs habillements et surtout dans leur coëfures, qu’aujourd’hui… »
Il est à constater, suivant les notations du curé, que les hommes parmi lesquels beaucoup d’enfants de familles, se sont mis à fréquenter les « cabarets ». Le curé d’interpeler Mgr Louis Rendu car ces désordres impliquent un grand nombre de familles, qui autrefois  étaient aisées et même de petite fortune, ont été réduites dans un état d’indigence et de misère.
La détresse dans laquelle les familles tombèrent, occasionnèrent de nombreuses immigrations. Les plus importantes eurent lieu en France (Lyon, Besançon, mais aussi à Paris). Cependant, la vallée du Borne voit sa population augmenter : « Parce que les garçons et les filles, dès l’âge de 19  à 20 ans pensent à se marier, et qu’il y a peu de veufs qui ne convolent à de secondes noces. »
Le curé Jourdil se plaint, alors, qu’il n’ait pas d’offrande. Il était d’usage, dans les temps de longue pluie pendant la belle saison, de se cotiser pour acheter un veau qui se vendait le dimanche à la sortie de la Grand’messe sur la place publique ; le produit de cette vente était versé dans « le tronc des Âmes » afin d’être employé à la célébration de messes pour le soulagement des âmes du Purgatoire et ainsi d’obtenir un temps plus favorable.
Il est à noter que les « Etrangers » au village ne viennent pas en dévotion et  très peu de gens  de la paroisse vont en pèlerinage dans les « paroisses étrangères »
Les jours de noces étaient l’occasion d’agapes pour parents, amis et voisins. Le premier dimanche après le mariage, appelé « dimanche des repètails » était organisé un bal, donc il y avait « Danse ».
L’été, après les offices, quelques jeux de quilles s’installent au chef-lie. Il est rare que l’on joue « gros jeux », en général on joue « le canon de rouge », à l’exception du 15 août et du 8 septembre. À l’occasion de la fête de la Nativité, on lit : « Ce jour-là, il y a grande affluence d’étrangers. Outre les trois cabarets ordinaires, trois ou quatre chefs de famille se font autoriser pour tenir auberge….Le jeu des quilles dure deux ou trois jours, et on expose des sommes assez fortes… Les jours de l’Assomption et de la Nativité se passent en grande partie dans la dissipation et la jeunesse se livre aux amusements et à la danse. En un mot il n’y a pas de jours dans l’année où il se commette autant de désordres et de péchés. »
Il est à remarquer que beaucoup de « pauvres » habitent la paroisse. Les familles qui sont dans l’aisance, même médiocre, renvoient peu les « pauvres » sans leur donner le morceau de pain ou quelqu’autre chose.
Le Samedi-Saint, au soir, une « troupe » de jeunes gens, voire de chefs de familles se réunissent afin d’aller, selon l’expression de la vallée du Borne, à la « Complainte ». Chaque « Bande » avait son Ménétrier : « Il y a danse dans plusieurs des maisons où l’on va ainsi demander des œufs qu’on va manger aux cabarets. Durant les « Fêtes de Pâques », Il y a danse dans certaines maisons ainsi, ces jours sont des jours de « ribotte ».
À l’automne, des réunions étaient organisées afin de « tailler » le chanvre. Bien que ces réunions soient réservées, normalement aux femmes, s’y trouvaient, malgré tout, quelques hommes. Ces soirées étaient considérées comme dangereuses et mauvaises car elles se terminaient toujours par des danses.
Le jour de la Saint-Antoine, les chevaux et juments étaient enfermés à l’écurie, ce jour-là  les animaux étaient soignés tout particulièrement, alors on bénissait le sel et l’avoine destinés au bétail.
Claude Gay, né en 1837, au hameau des Clefs, laisse une description de cette coutume telle qu’il l’a pratiquée lui-même dans sa jeunesse : « Dans les trois à quatre premières nuits de la semaine sainte, « grande semena », il y avait une habitude qui consistait à se réunir quelques garçons, pour aller chanter devant les maisons, toute la nuit, avec accompagnement de violon ; on ramassait les œufs, « ala complenta » (littéralement : aller à la complainte avec un grand panier). On chantait des couplets comme le suivant » :
Réveille-toi peuple endormi

Sors de ton lit, prends tes habits (bis)

Apportez des œufs dans nos paniers.

S'il y a des filles à marier,

Nous vous prions de vous lever (bis)

Apportez des œufs dans nos paniers.
« Alors on recevait des œufs, une demi-douzaine, une douzaine, des fois on donnait 10 sous ou 20 sous, et avec cela on faisait un diner à l’auberge ; on faisait une maîtresse omelette d’un demi-pied d’épaisseur, on vendait les œufs pour payer le vin ; souvent celui qui portait le panier faisait une maîtresse omelette en dégringolant les mamelons, la nuit, où des fois on n’y voyait rien on était obligé de prendre une lanterne,. »

### Seconde Guerre mondiale
Jusqu'en 1940, hormis le tintement des « sonnailles » des nombreux troupeaux, rien ne vient bouleverser la vie de Petit-Bornand, sauf peut-être quelques épisodes de la vie quotidienne et intestine propre à nos villages.
1940 fut le commencement de la tourmente et le théâtre de nombreux regroupements de maquisards sur le plateau de « Glière ». À la suite de faits d'armes et de résistance, la commune fut citée à l'ordre de l'armée avec « Croix de guerre et Étoile de vermeil »…« Objet de représailles féroces, Petit-Bornand, battu mais jamais vaincu a bien mérité de la patrie… » (Max Lejeune – secrétaire aux forces armées (guerre) – 11 novembre 1944).
Le conseil municipal demanda, le 17 juin 1945, qu'au nom de la commune soit ajouté celui de « Glières ». Un décret du président du Conseil, Paul Ramadier, daté du 17 avril 1947, autorisa la commune à porter le nom de « Le Petit-Bornand-les-Glières ».

### Fusion avec Entremont
Un projet de fusion de communes avec Entremont est envisagé et voté par les deux conseils municipaux le lundi 16 avril 2018. La commune nouvelle pourrait porter le nom de « Glières-Val de Borne ».
Par arrêté préfectoral en date du 27 juin 2018, le préfet a émis un avis favorable à la fusion des deux communes du Petit Bornand-les-Glières et d'Entremont (Haute-Savoie), à partir du 1er janvier 2019. La commune nouvelle prend le nom de Glières-Val-de-Borne et rejoint la communauté de communes Faucigny-Glières avec une population de 1 782 habitants.

## Politique et administration

### Situation administrative
Petit-Bornand-les-Glières était une commune française du département de la Haute-Savoie, composant la région Rhône-Alpes Elle appartenait au canton de Bonneville, composé depuis le redécoupage cantonal de 2014 de 20 communes. La ville de Bonneville en est le bureau centralisateur,. Elle était aussi membre de la communauté de communes Faucigny-Glières, créée en 2006.
La commune relevait de l'arrondissement de Bonneville et de la sixième circonscription de la Haute-Savoie (créée en 2009).

### Administration municipale
Le nombre d'habitants au dernier recensement étant compris entre 500 et 1 499, le nombre de membres du conseil municipal était de 15.
À la suite des élections municipales de 2014, la répartition des sièges au sein du conseil municipal se fait comme suit :
Les élections de mars 2014 sont annulées en juin 2014 par un jugement du tribunal administratif de Grenoble, confirmé par le Conseil d’État en février 2015. Le préfet a désigné une délégation spéciale composée de trois personnes, Hélène Blanc, préfet honoraire, Anne Contat, ancienne élue de La Roche-sur-Foron et Bernard Bulinge, ancien élu d’Etaux.

### Liste des maires
Depuis 1971, cinq maires se sont succédé :
| Période                                  | Période          | Identité             | Étiquette | Qualité |
| ---------------------------------------- | ---------------- | -------------------- | --------- | ------- |
| Les données manquantes sont à compléter. |                  |                      |           |         |
| 15 mars 1971                             | 26 mars 1977     | Hubert Puthod        |           |         |
| 26 mars 1977                             | 18 mars 1983     | Gilbert Gaillard     |           |         |
| 18 mars 1983                             | 21 mars 1989     | Jean-Claude Gaillard |           |         |
| 21 mars 1989                             | mars 2008        | Bernard Caullireau   | DVD       |         |
| mars 2008                                | 25 février 2015  | Marc Chuard          |           |         |
| 25 février 2015                          | 12 juin 2015     | Délégation spéciale  |           |         |
| 12 juin 2015                             | 31 décembre 2018 | Marc Chuard          |           |         |

## Population et société
Ses habitants sont appelés les Borniands ou les Bornianches,, à ne pas confondre avec les Bornandins, Bornandines qui sont eux les habitants de la commune voisine du Grand-Bornand. Le sobriquet des habitants était en patois les Plaidieux, au XIXe siècle.

### Démographie
L'évolution du nombre d'habitants est connue à travers les recensements de la population effectués dans la commune depuis 1793. Pour les communes de moins de 10 000 habitants, une enquête de recensement portant sur toute la population est réalisée tous les cinq ans, les populations de référence des années intermédiaires étant quant à elles estimées par interpolation ou extrapolation. Pour la commune, le premier recensement exhaustif entrant dans le cadre du nouveau dispositif a été réalisé en 2008.

En 2017, la commune comptait 1 130 habitants, en évolution de −1,99 % par rapport à 2011 (Haute-Savoie : +6,01 %, France hors Mayotte : +2,11 %).
| 1793  | 1800  | 1806  | 1822  | 1838  | 1848  | 1858  | 1861  | 1866  |
| ----- | ----- | ----- | ----- | ----- | ----- | ----- | ----- | ----- |
| 1 625 | 1 638 | 1 659 | 1 925 | 2 011 | 1 531 | 1 509 | 1 483 | 1 432 |

| 1872  | 1876  | 1881  | 1886  | 1891  | 1896  | 1901  | 1906  | 1911  |
| ----- | ----- | ----- | ----- | ----- | ----- | ----- | ----- | ----- |
| 1 510 | 1 580 | 1 598 | 1 641 | 1 587 | 1 512 | 1 457 | 1 459 | 1 411 |

| 1921  | 1926  | 1931  | 1936  | 1946 | 1954 | 1962 | 1968 | 1975 |
| ----- | ----- | ----- | ----- | ---- | ---- | ---- | ---- | ---- |
| 1 412 | 1 225 | 1 168 | 1 035 | 959  | 905  | 695  | 646  | 622  |

| 1982 | 1990 | 1999 | 2006  | 2008  | 2013  | 2017  | - | - |
| ---- | ---- | ---- | ----- | ----- | ----- | ----- | - | - |
| 620  | 743  | 870  | 1 054 | 1 107 | 1 136 | 1 130 | - | - |

### Enseignement
Les établissements scolaires du Petit-Bornand font partie de l'académie de Grenoble.
En 2015, la commune administre une école maternelle et une école élémentaire « Guillaume Fichet » regroupant 148 élèves. La suppression des écoles des hameaux rendue nécessaire par la dispersion et la faible fréquentation de chaque établissement rendit obligatoire un regroupement pédagogique intercommunal. Le groupe scolaire « Guillaume Fichet » et un service de ramassage furent créés en 2009. Cette structure accueille actuellement 144 enfants.
La dernière école de hameau fut celle de Termine fermée en 2008, celle de Beffay le fut en 1994, celle de la Ville en 1986, celle de Glières en 1937. Il est à noter que les institutrices arrivaient à Glières en pleurant, tant le plateau était hostile ! Mais le quittaient en pleurant tant les gens du « Plateau » savaient respecter leurs maîtresses et même les choyer (il semblerait qu'il n'y eut jamais d'instituteur). Ces écoles ne fonctionnaient qu'en classe unique.

### Équipements et services
- Mairie.
- Point-Info-tourisme (durant les vacances scolaires).
- A.D.M.R..
- Bibliothèque (mercredi, samedi matin).
- Ludothèque.

### Sports
- Pêche (lac et rivière).
- VTT.
- Tennis.
- Randonnées moyenne montagne (100 km) - Topo-guide au point info ou en mairie.
- Escalade en milieu naturel (falaises équipées de Cenise, de Delairaz, de Sous-Darenday).
- Parcours santé (agrès naturels - L : 1 200 m à 750 m d'altitude).
- Piscines à Bonneville, Grand-Bornand, La Clusaz (12 km).
- Canyoning: Canyon des Sambouis.
- Ski de fond et Raquettes au plateau des Glières – 35 km de pistes (tous niveaux) – entre 1 450 et 1 680 m d'altitude.
- Ski-Club.

### Santé
La commune du Petit-Bornand appartient au « Bassin 74042 : Bonneville », qui regroupe six communes (Ayse, Bonneville, Brizon, Faucigny, Mont-Saxonnex). La desserte médicale est estimée en septembre 2012 à un médecin généraliste pour 1 520 hab., pour le bassin. L'offre libérale de soins spécialisés est composé pour la commune d'un cabinet infirmier, d'un cabinet médical ainsi que la présence de sages-femmes.
La commune est rattachée au service d'urgences du centre hospitalier Alpes Léman situé à 25 km), à Contamine-sur-Arve. Le centre hospitalier de la région d'Annecy se trouve à 40 km à Metz-Tessy. Un autre établissement de soins est installé en basse vallée d'Arve, à Annemasse (hôpital privé des pays de Savoie, 30 km).

### Manifestations culturelles et festivités
- Avril : cérémonies commémoratives des Fusillés.
- Mai : montée historique de « Paradis » des voitures de collections (Club 4x4 des Glières).
- Juin :Le 18, commémoration de l'Appel du général de Gaulle (à Glières). Fête du four de Termine.
- Juillet : Fête au village et vide-grenier (le dimanche le plus près du 14 juillet).
- Septembre : Fête du four de Termine.
- Décembre : Fête du four de la Ville, le 1er samedi de l'Avent et le dernier dimanche de l'Avent.

## Économie

### Emploi
En 2011, la population âgée de 15 à 64 ans s'élevait à 744 personnes, parmi lesquelles on comptait 83,3 % d'actifs dont 76,9 % ayant un emploi et 6,4 % de chômeurs.
On comptait 229 emplois dans la zone d'emploi, contre 252 en 2006. Le nombre d'actifs ayant un emploi résidant dans la zone d'emploi étant de 575, l'indicateur de concentration d'emploi est de 39,8 %, ce qui signifie que la zone d'emploi offre moins d'un emploi pour deux habitants actifs.

### Entreprises et commerces
Au 31 décembre 2012, Le Petit-Bornand-les-Glières comptait 138 établissements : 25 dans l’agriculture-sylviculture-pêche, 7 dans l'industrie, 20 dans la construction, 69 dans le commerce-transports-services divers et 17 étaient relatifs au secteur administratif.
En 2011, 10 entreprises ont été créées au Petit-Bornand-les-Glières, dont 9 par des autoentrepreneurs.

### Agro-pastoralisme

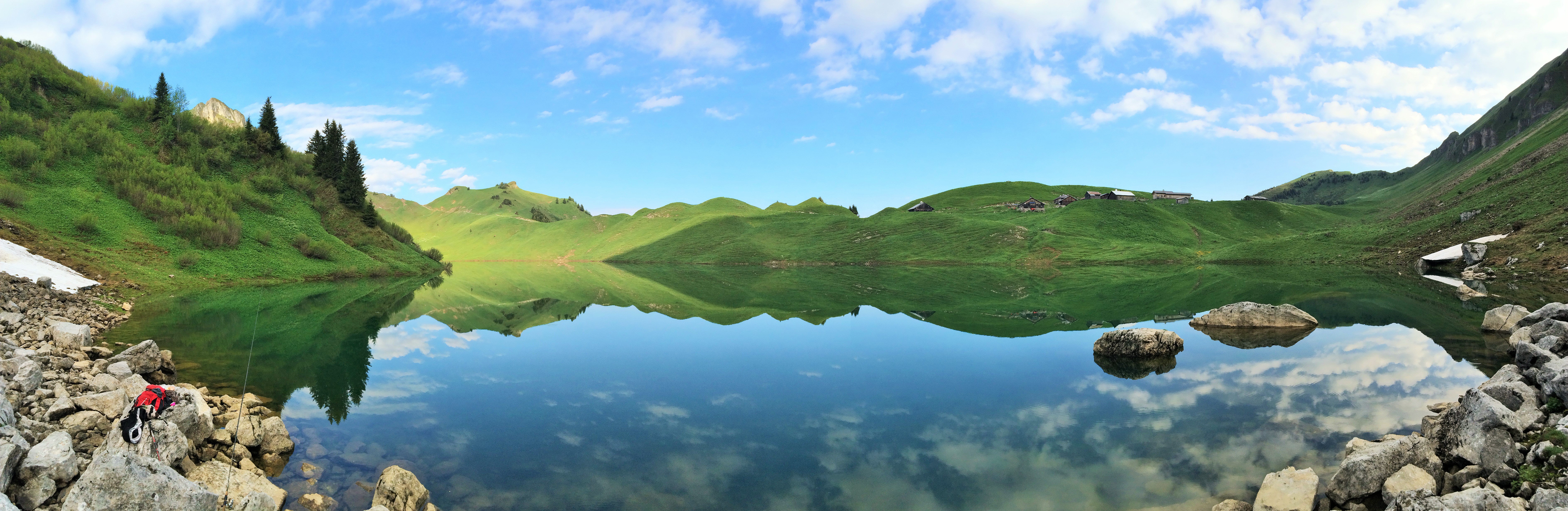
L'alpe des ovins et caprins de Lessy.

#### Fermes
Le village compte 10 fermes d’élevage de vaches laitières de la race Abondance ou Tarine, de caprins et ovins. Les produits de ces fermes sont répertoriés avec le label « Fermier ».
- GAEC « les Meillires », 35 vaches laitières, 30 génisses (vente de lait) ;
- GAEC « le Rove », caprins et ovins, 60 bêtes (viande) ;
- GAEC « la Ferme du Trembay », 30 vaches laitières, 20 génisses (tomme, bleu, abondance) ;
- Ferme « Anthoine-Milhomme », 20 vaches laitières, 30 génisses (tomme) ;
- GAEC « les Poches », 60 vaches laitières, 60 génisses (reblochon, tomme) ;
- SCEA « la Ferme du Chalet neuf », 20 vaches laitières (tomme).
- GAEC « Tradimontagne », ovins, bovins (cheptel non communiqué) ;
- GAEC « les Bergers de Comborse », 30 vaches laitières, 40 génisses (reblochon, tomme, tommette) ;
- GAEC « la Ferme des Champs », 55 vaches laitières, 40 génisses (reblochon, abondance, tomme) ;
- GAEC « la Ferme le Borniand » 25 vaches laitières, 25 génisses (reblochon, tomme) ;

Ces 10 exploitations pérennes ont leur siège sur le territoire de la commune. Elles occupent en plus de leurs pâturages naturels, une partie des alpages communaux qui représentent 30,5 % de la surface totale, soit 1 630 ha sur les 5 342 ha de la commune.
Le cheptel est d’environ 275 laitières, 245 génisses et de 60 caprins et ovins.
Des exploitants extérieurs viennent compléter les estives dans les différents alpages :
- Glières : Accueille 3 exploitations laitières avec fabrication de fromage. (Entremont, Le Grand-Bornand, Saint-Jean-de-Sixt  qui accueille des génisses du plateau des bornes ;
- Tinnaz : Accueille des génisses qui viennent de Cruseilles ;
- Bellajoux : Accueille des génisses de la vallée et des moutons venant de la Drôme ;
- Cenise : Reçoit des génisses de la vallée de l’ Arve ;
- Paradis : Accueille des génisses de la vallée de l’Arve et des bovins du secteur de Cruseilles ;
- Lessy : Devient le royaume des génisses et des moutons d’ Entremont.

L'Inalpe (la Remue, l'Emmontagnée, l'Estive) demeure un grand moment de la vie pastorale, elle s'effectue en mai (suivant l'enneigement). Ovins, caprins et bovins rejoignent l'alpe et la prairie alpine. Petit-Bornand, au centre de 5 000 hectares d'alpages entretenus et habités par les éleveurs est l'un des pôles fromager et laitier du département. La « démontagnée » s'effectue courant octobre. Le pastoralisme maintient des paysages ouverts et soignés, façonnés par des paysans garants des richesses environnementales.
L'exemple le plus marquant de l'agropastoralisme est Glières. Aujourd'hui, cette activité continue d'être pleinement d'actualité. En 2011, sur l'ensemble du massif Glières-Parmelan, 43 fermes occupent 3 000 ha d'alpages occupés par 1 800 bovins, 200 caprins, 2 000 ovins et une vingtaine de chevaux. Onze de ces fermes servent comme « ateliers » et fabriquent sur place tomme, fromage de chèvre et reblochon.
Les unités pastorales sont regroupées au sein d'associations foncières pastorales privées et publiques pour prendre en compte l'évolution des espaces montagnards et pour tenter de concilier: pastoralisme, tourisme, foresterie, l'utilisation de l'eau, l'environnement.

#### Pays du reblochon fermier
Petit-Bornand et Entremont (distants de 5 km) sont difficilement séparables l'un de l'autre tant leur imbrication dans la fabrication d'un produit spécifique les lie. Ces villages sont la porte d'entrée Nord du pays du reblochon fermier. Le reblochon fermier est fabriqué à partir du lait des vaches du « seul troupeau » de la ferme paissant sur l'exploitation ou ses alpages. Le pâturage et la nourriture d'hiver à base d'herbe permettent de conserver la biodiversité.
Le reblochon de Savoie serait apparu au XIIIe siècle. Le fermier limitait la traite pour réduire sa redevance. Le Seigneur parti, il effectuait une seconde traite, il « re-blochait ». À partir de ce lait, plus crémeux, était fabriqué un fromage, le reblochon,.
Depuis 1958, les caractéristiques du « reblochon fermier » sont garanties Appellation d'origine protégée (ex AOC), ils sont distingués par une pastille de caséine verte. Une fine plaque d'épicéa est placée sur chacune des faces du fromage afin de réguler son humidité et poursuivre lentement son affinage (« les faux fonds »). Ce reblochon fabriqué à la ferme résulte d'une traite effectuée deux fois par jour et immédiatement « travaillée », le lait doit être mis à cailler aussitôt après la traite, sans avoir été refroidi et n'être chauffé que pour conserver sa température (moins de 35 degrés). Le cahier des charges précise la zone de production, Haute-Savoie, Val d'Arly, les procédés d'élevage, de fabrication et d'affinage. Tous les reblochons de Savoie sont au lait cru (non pasteurisé).
Les races bovines sont sélectionnées, les Abondances avec leurs « lunettes » et les Tarines toutes de marron vêtues, aux yeux langoureux et cillés, sont privilégiées pour leurs propriétés laitières et montagnardes.
Il faut 4 litres de lait pour « fabriquer » un reblochon d'environ 450 g (diamètre 14 cm, épaisseur 3 à 4 cm).
Les reblochons sont disposés sur des planches d'épicéa, au séchoir pendant 6 à 8 jours, et sont retournés quotidiennement à l'issue de chaque autre traite. Après avoir été trempés dans une saumure puis relavés, ils passeront en affinage au minimum 15 jours.
Entre Petit-Bornand et Entremont, huit fermes produisent des « reblochons fermiers », quatre fermes des « tommes fermières », une ferme des « chevrotins », des tommes de chèvre et du Sérac, une ferme produit un lait uniquement bio.
Dix familles vivent du reblochon fermier, 1 500 reblochons sont façonnés chaque jour ce qui nécessite environ 6 000 litres de lait. Dix affineurs choient les fromages en caves spécifiques, de température et d'humidité contrôlées constantes et naturelles.
Cinq cents vaches laitières, accompagnées d'environ 150 génisses, occupent les fermes. Six alpages accueillent les laitières qui produiront le reblochon et la tomme.

#### Tomme
La tomme de Savoie se distingue du reblochon par le fait que le lait est chauffé (entre 35 et 40 degrés), son poids est d'au moins 1,5 kg et un affinage d'environ 10 semaines est nécessaire. C'était la tomme qui était produite le plus généralement, notamment au temps du Maquis, le plus souvent une tomme maigre faite avec du lait écrémé était produite de façon à pouvoir produire aussi du beurre. C'est cette tomme qui était désignée par le mot fromage, le reblochon était alors un produit de luxe réservé à la vente.

### Industrie
Déjà en 1960, les tentatives de créer des emplois pérennes animent les entrepreneurs borniands. L'Artisanat du Bois (menuiseries, scieries, bûcheronnage, débardage, boissellerie), les Pépinières d'altitude, la Micro-Industrie (le Décolletage) ont places au village.

### Tourisme
Le tourisme de masse qui touche les Alpes depuis un demi-siècle a des conséquences importantes sur la faune, la flore et le réseau hydrologique.
Le village reste loin des « concepts-marketing ». Il est une des approches douces de la découverte de la montagne. Aucun sommet n’est menacé d’équipements mécaniques ou immobiliers.
Le Petit-Bornand est dynamisé par la présence d'un peu plus d'une vingtaine d'associations et de maintenir une qualité de vie en lien avec le milieu montagnard savoyard.
Dès 1937, des pionniers créent le Syndicat d'initiative déclarant : « … La situation géographique, au centre du département et ses belles montagnes, ses magnifiques forêts doivent la faire (la commune) apprécier et en faire un centre de villégiature idéale... ».
L'évolution du tourisme alpestre est en ce début du XXIe siècle dans ses balbutiements. Le village offre une multitude de possibilités tant par ses randonnées balisées en Alpage (environ 100 km) que par ses « auberges-refuges » d'altitude qui reçoivent le randonneur en quête de nature et de sérénité.
La capacité de la commune est estimée à 1 881 lits touristiques en 2013 (726 lits en 1995). La commune possède également des résidences secondaires, des meublés de vacances ou encore des gîtes ou des chambres d'hôtes dont 125 appartiennent au réseau Gîtes de France. La commune ne dispose pas d'hôtel, mais d'un camping proposant 38 emplacements.

## Culture locale et patrimoine

### Lieux et monuments
La commune compte un monument répertorié à l'inventaire des monuments historiques et aucun répertorié à l'inventaire général du patrimoine culturel. Par ailleurs, elle compte deux objets répertoriés à l'inventaire des monuments historiques et aucun répertorié à l'inventaire général du patrimoine culturel.

#### Église et presbytère

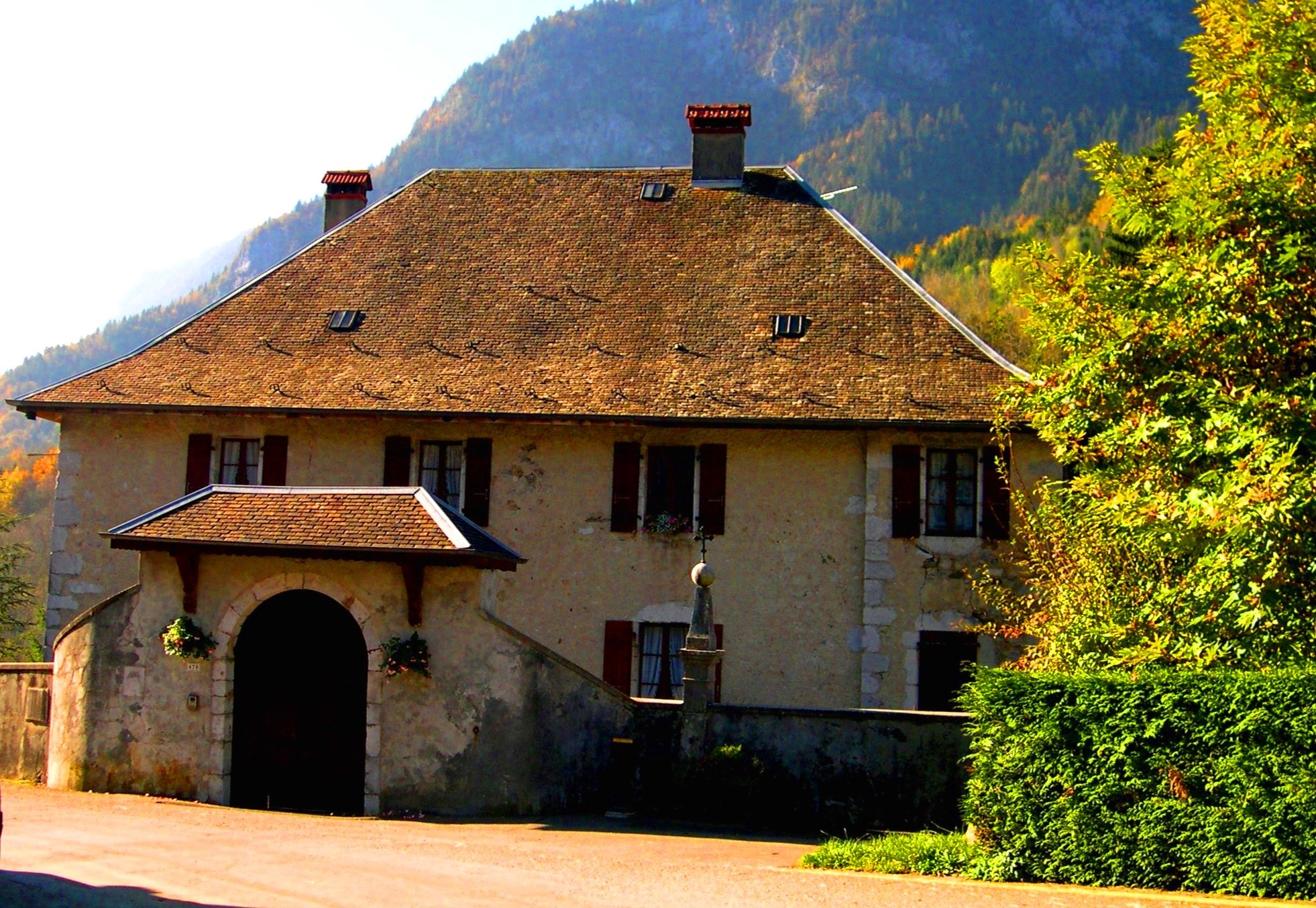
Le presbytère.

Le presbytère (1782) est inscrit au registre des monuments historiques depuis le 14 septembre 1985. Il porte un médaillon aux armes de Don Jacques de Savoie: les armes de la Maison de Savoye, traversées d'une barre  (il ne se visite pas).
L'église Notre-Dame-de-la-Visitation ou de la Nativité-de-Marie. Curieusement construit dans le fond de la vallée, le bâtiment actuel est bâti sur des fondations du XIIIe siècle, la plus grande partie de l'édifice date du XVIe siècle (vers 1553) comme l'indique une inscription re-encastrée dans la façade. L'incendie de la Cure de 1668 détruisit les archives officiait alors le 13e curé, le Révérend Père Simon Cauly.
Le clocher fut abattu en 1794 sur l'ordre du Conventionnel Antoine Louis Albitte, il fut reconstruit en 1880. Un autre Révolutionnaire fit un passage en l'église de Petit-Bornand, Philibert Simond, lors de la messe d'enterrement du curé Luc-François Perravex les paroissiens ne savent pas encore qu'ils voient passer dans leurs murs un homme d'esprit et de grande connaissance, qui va s'illustrer auprès de Hérault de Séchelles, tant il prise la mitre d'évêque. Malheureusement, cet ecclésiastique finira sur l'échafaud en avril 1794.
L'église accueille la tombe de l'abbé Jean Truffy (1909-1958) qui fut curé de Petit-Bornand (de 1936 à 1958). Pendant la guerre 1939-1945, il fut un actif intermédiaire entre la population, les troupes d'occupation et le « maquis des Glières », auteur de Mémoires. Il fut « déporté » 15 mois à Dachau.

#### Chapelles rurales

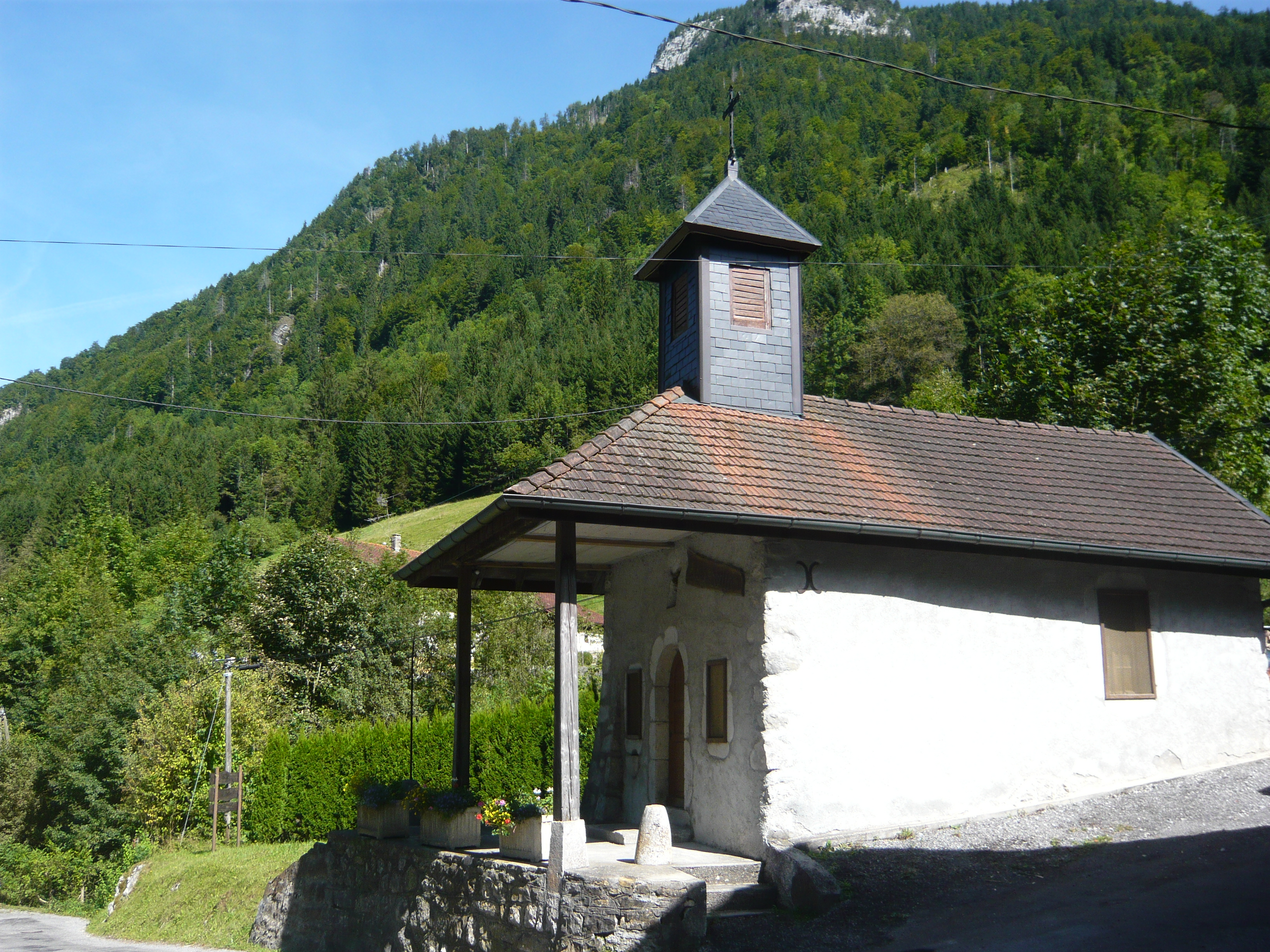
Chapelle du hameau de La Ville.

Avec l'éparpillement des hameaux, les chapelles rurales avaient un rôle important dans la pratique de la foi. Les curés se déplaçaient certains jours à certaines heures dans telle ou telle chapelle ou chaque ferme des hameaux, ils étaient accompagnés d'une sorte de servant qui portait une valise contenant: hosties, étole, vin de messe, ciboire, eau bénite et annonçait l'arrivée du curé avec une sonnaille, ce servant s'appelait le « sonneur ». Dans les vallées environnantes cette dénomination donna le patronyme courant « Sonnerat ».
La « chapelle du hameau de la Ville », dédiée à Notre-Dame de la pitié et à saint Claude fut érigée par ses habitants en 1638. La chapelle subit d'importants dégâts sous la Révolution, elle sera restaurée en 1824. En 1867, d'importants travaux (agrandissement, ouverture d'une fenêtre, reconstruction du maître-autel, du tabernacle….) la rendent au culte. La chapelle fut de nouveau rénovée en 1994, une messe y est célébrée chaque année en mai. La chapelle peut se visiter.
La « chapelle du hameau de Beffay » est érigée en 1880, elle est dédiée à sainte Renée. Cette chapelle est privée et ne se visite pas.
La « chapelle du Calvaire », édifiée au Crêt en 1709 par les comtes Fichet est dotée en 1717 de 37 florins l'an pour 11 messes basses est pillée sous la Révolution (une demi-douzaine d'ex-voto en argent massif sont dérobés.). En 1823 le curé déclare l'avoir vue en parfait état. Elle a été transformée en habitation.
La chapelle des Evaux située à la limite des communes de Saint-Pierre-en-Faucigny et de Petit-Bornand attire le regard du promeneur par ses peintures extérieures. Un pèlerinage marial et une messe y sont célébrés chaque 15 août. Cet édifice religieux fut érigé au-dessus des profondes gorges du Borne en 1867.
Au même endroit se dressait une ancienne chapelle citée en 1326. Elle abritait une vierge noire dont le pèlerinage était aussi célèbre que celui de la Bénite Fontaine. Elle a vu défiler depuis près de sept siècles des pèlerins venus s'y recueillir. L'actuelle chapelle fut rénovée en 1977 et en 2000. Elle se situe aux confins des deux communes sur la route des Vieux Evaux.

#### Chapelles disparues
La chapelle du hameau de Termine : « Elle fut bâtie à la suite d'un traité fait le 10 mars 1680 entre le curé du lieu et les habitants du dit village, avec la permission de monseigneur Jean d'Arenthon d'Alex lors de sa visite en 1687 ». La construction date de 1689, les habitants du hameau désirant se protéger des éboulements de Leschaux, elle était dédiée à Notre-Dame du Calvaire sous l'égide de Notre-Dame de la Compassion (elle se situerait au centre actuel du hameau, dans le jardin Chouard).
La chapelle du Crêt construite en 1644, totalement restaurée par Pierre Gaspard Desgros en 1792, qui la dote de 12 florins annuels pour 12 messes est consacrée le 9 juin 1676. Elle aurait été démolie en 1766 et se situerait sur l'actuel emplacement de la bibliothèque.

#### Oratoires
Les oratoires jalonnent routes et chemins : l'oratoire Notre-Dame, érigé en 1825 au hameau du Villard, au lieu-dit Chantubreau est en pierre de taille, celui du Villard (hameau), lui aussi érigé en 1825, a la forme d'une guérite (il subit trois restaurations : 1870, 1954 et 1990). L'oratoire de la Puya fut érigé en 1826, il se compose de deux blocs de pierres et possède deux bénitiers. Entre 1851 et 1950 trois autres oratoires virent le jour, celui de Lavey, de la Pépinière et de Saxias. L'oratoire des Evaux, dit oratoire Bon lieu »   (Bon Loe, en patois) fut creusé à même la falaise sur la route des Vieux Evaulx près de la chapelle du même nom, au lieu-dit Rocher coupé, sa datation est incertaine.

### Fours communaux
Tels les chapelles, les fours communaux (ou des hameaux) avaient un rôle important dans la vie sociale du village. Entre les années 1994 et 2004, une poignée d'« Irréductibles Bornianches et Borniands » décidèrent de remettre en fonction deux fours, celui de la Ville et celui de Termine considérant qu'ils faisaient partie du patrimoine communal.
Des conseillers techniques (anciens maçons, charpentiers, couvreurs, boulangers) se réunirent sous l'égide de l'« association de sauvegarde du patrimoine pour La Ville et des Amis du four de Termine ». Après trois ans de travaux, à raison de trois mois par an, voyant se succéder les bénévoles, les fours reprirent une activité.
Ces fours fonctionnent, pour celui de Termine, un samedi de juin et un dimanche de septembre, pour celui de la Ville (qui vit son premier pain sortir le 2 août 1998), le premier samedi de l'Avent et le dernier dimanche de l'Avent.
Ces remises en fonction donnent toujours lieu à des festivités.

### Patrimoine historique et naturel
Le plateau des Glières, haut lieu de la Résistance en Haute-Savoie et premier territoire libéré. S'y trouve depuis 1973 le monument d'Émile Gilioli, inauguré par André Malraux le 2 septembre et dédié aux résistants morts sur le Plateau.
Le monument a été inscrit au titre des monuments historiques le 27 mai 2020 avec la notification suivante: "Considérant que le monument à la Résistance du plateau des Glières présente au point de vue de l'histoire et de l'art un intérêt suffisant pour en rendre désirable la préservation en raison du fait que ce monument, qui s'ancre à la fois dans l'histoire de la Résistance sur le plateau et l'histoire de la Résistance en général, présente une forte charge symbolique, soulignée par des éléments conceptuels composant l’œuvre elle-même, cette œuvre monumentale d'une grande technicité représentant l'aboutissement de la réflexion artistique d'Emile Gilioli.".

### Personnalités liées à la commune
- François de Sales (1567-1622), ecclésiastique savoisien. Il fut curé de la commune de 1597 à 1598[78].
- Guillaume Fichet (1433- vers 1480), théologien et humaniste savoisien, né dans la commune.
- Mamert Fichet, frère de Guillaume Fichet, évêque d'Hébron et représentant de l'évêque de Genève vers 1470.
- Guillaume Furbit (ou Furby, ou Furbitus), curé de la paroisse, docteur en Sorbonne et évêque in partibus d'Alessio (Lezhë), fait fonction d'évêque auxiliaire pour les évêques de Genève, Louis de Rye (1544-1550), puis son frère Philibert de Rye (1550-1556), de 1546 jusqu'en 1556[79],[80].
- Michel-Marie Carquillat (31 décembre 1802-1884), natif de la commune[81]. Tisseur de soie. « Parti de nos montagnes avec 0,30 fr. dans sa poche, il est devenu un des tisseurs les plus renommés de la ville de Lyon »[82]. Une rue de Lyon porte son nom[83].
- Jean Truffy (1909-1958), dit « le curé du maquis des Glières », prêtre catholique, mort dans la commune dont il fut curé pendant 22 ans.

### Héraldique
| Armes de Le Petit-Bornand-les-Glières | Les armes du Petit-Bornand-les-Glières se blasonnent ainsi : D'azur à l'écusson cousu de gueules chargé d'une croix d'argent, accompagné en chef des lettres G et F et en pointe des lettres M et C, toutes gothiques capitales d'or au chef du même. Les armoiries furent créées par Roland Gaillard et adoptées en 1986. Les quatre lettres gothiques rappellent les deux enfants du pays. On remarque notamment au centre la présence de la croix de Savoie, élément récurrent des blasons de la Savoie. L'explication des lettres présentes est simple, ce sont les initiales de personnages célèbres du village : - en haut : GF pour Guillaume Fichet qui introduisit l'imprimerie en France ; - en bas : MC pour Michel- Marie Carquillat, tisserand qui inventa un métier capable de reproduire les détails des portraits. |  |